# Chris Cormier
Broderick Chris Cormier, né le 19 août 1967 à Palm Springs (Californie), est un culturiste professionnel américain, affilié à l'IFBB.

## Biographie
Il participe à Mr Olympia pour la première fois en 1994 et décroche une encourageante 6e place. Il participe la même année à ses premiers Arnold Classic (4e) et Ironman Pro Invitational (2e). En 1995, il concourt à son premier Night of Champions (renommé aujourd'hui en New York Pro), où il se place 6e.
Chris a posé pour de nombreux magazines de fitness et de culturisme, sur notamment des couverture de Muscular Development.
En 2006, Cormier est hospitalisé pour une infection de la colonne vertébrale, conséquence d'une ancienne blessure d'entrainement. Il devait commencer une préparation physique avec un vétéran anglais du culturisme et ex-Mr. Olympia, Dorian Yates. Il a depuis suivi une physiothérapie extensive et est complètement guéri. Il réside aujourd'hui à Derry City (Irlande du Nord). Il est sponsorisé par la marque de nutrition QNT et prépare son retour. Le 22 novembre 2015 il annonce son retrait du culturisme pour fin 2017.

## Palmarès
- 1987 NPC Teen Nationals, poids lourds-légers, 1er
- 1991 NPC USA Championships, poids lourds, 4e
- 1993 NPC USA Championships, poids lourds, 1er et Toutes catégories
- 1994 Arnold Classic, 4e
- 1994 Grand Prix de France, 7e
- 1994 Grand Prix d'Allemagne, 6e
- 1994 Ironman Pro Invitational, 2e
- 1994 Mr. Olympia, 6e
- 1995 Grand Prix d'Angleterre, 5e
- 1995 Grand Prix de France, 5e
- 1995 Grand Prix d'Allemagne, 4e
- 1995 Grand Prix de Russie, 5e
- 1995 Grand Prix d'Espagne, 4e
- 1995 Grand Prix d'Ukraine, 4e
- 1995 Night of Champions, 4e
- 1995 Mr. Olympia, 6e
- 1996 Grand Prix de la République Tchèque, 8e
- 1996 Grand Prix d'Angleterre, 8e
- 1996 Grand Prix d'Allemagne, 7e
- 1996 Grand Prix de Russie, 8e
- 1996 Grand Prix d'Espagne, 8e
- 1996 Grand Prix de Suisse, 8e
- 1996 Mr. Olympia, 7e
- 1997 Canada Pro Cup, 3e
- 1997 Grand Prix de la République Tchèque, 2e
- 1997 Grand Prix d'Angleterre, 2e
- 1997 Grand Prix de Finlande, 2e
- 1997 Grand Prix d'Allemagne, 6e
- 1997 Grand Prix de Hongrie, 8e
- 1997 Grand Prix de Russie, 4e
- 1997 Grand Prix d'Espagne, 6e
- 1997 Night of Champions, 1er
- 1997 Mr. Olympia, 8e
- 1997 Toronto Pro Invitational, 3e
- 1998 Arnold Classic, 5e
- 1998 Grand Prix de Finlande, 4e
- 1998 Grand Prix d'Allemagne, 4e
- 1998 Mr. Olympia, 6e
- 1999 Arnold Classic, 3e
- 1999 Ironman Pro Invitational, 1er
- 1999 Mr. Olympia, 3e
- 2000 Arnold Classic, 2e
- 2000 Ironman Pro Invitational, 1er
- 2001 Arnold Classic, 2e
- 2001 Grand Prix d'Australie, 1er
- 2001 Grand Prix d'Angleterre, 2e
- 2001 Grand Prix de Hongrie, 2e
- 2001 Grand Prix de Nouvelle-Zélande, 2e
- 2001 Ironman Pro Invitational, 1er
- 2001 Mr. Olympia, 5e
- 2001 San Francisco Pro Invitational, 1er
- 2002 Arnold Classic, 2e
- 2002 Grand Prix d'Australie, 1er
- 2002 Grand Prix d'Autriche, 1er
- 2002 Grand Prix d'Angleterre, 3e
- 2002 Grand Prix de Hollande, 2e
- 2002 Ironman Pro Invitational, 1er
- 2002 Mr. Olympia, 3e
- 2002 San Francisco Pro Invitational, 2e
- 2002 Show of Strength Pro Championship, 3e
- 2003 Arnold Classic, 2e
- 2003 Grand Prix d'Australie, 1er
- 2003 San Francisco Pro Invitational, 2e
- 2003 Show of Strength Pro Championship, 7e
- 2004 Arnold Classic, 2e
- 2004 Grand Prix d'Australie, 2e
- 2004 Grand Prix d'Angleterre, 2e
- 2004 Grand Prix de Hollande, 2e
- 2004 Mr. Olympia, 7e
- 2005 Arnold Classic, 2e
- 2005 Grand Prix d'Australie, 2e
- 2005 Mr. Olympia, 13e
- 2005 San Francisco Pro Invitational, 1er
- 2007 IFBB Montréal Pro Classic, 4e